# Municipio de Eureka (condado de Barton)
El municipio de Eureka (en inglés: Eureka Township) es un municipio ubicado en el condado de Barton en el estado estadounidense de Kansas. En el año 2010 tenía una población de 82 habitantes y una densidad poblacional de 0,88 personas por km².

## Geografía
El municipio de Eureka se encuentra ubicado en las coordenadas 38°28′39″N 98°52′2″O / 38.47750, -98.86722. Según la Oficina del Censo de los Estados Unidos, el municipio tiene una superficie total de 93.48 km², de la cual 93,24 km² corresponden a tierra firme y (0,26 %) 0,24 km² es agua.

## Demografía
Según el censo de 2010, había 82 personas residiendo en el municipio de Eureka. La densidad de población era de 0,88 hab./km². De los 82 habitantes, el municipio de Eureka estaba compuesto por el 100 % blancos. Del total de la población el 0 % eran hispanos o latinos de cualquier raza.